# Sulcus (esogeologia)

Sorvolo della superficie di Ganimede

Sulcus (plurale: sulci) è un termine latino dal significato originario di "solco", utilizzato comunemente nell'ambito dell'esogeologia per indicare creste o solchi paralleli presenti sulla superficie di pianeti o di altri corpi celesti, che ricordano, per la loro forma, delle pieghe nel terreno. Il termine è stato utilizzato dall'Unione Astronomica Internazionale per identificare strutture geologiche di questo tipo presenti su Marte, sul satellite gioviano Ganimede, sul satellite saturniano Encelado, sul satellite uraniano Miranda, sul satellite nettuniano Tritone e sul pianeta nano Cerere.
Queste pieghe del terreno possono essere dovute a differenti fattori quali: raffreddamento del corpo celeste e relativo ritiro e deformazione della crosta; innalzamento di creste montuose a causa dell'azione tettonica; impatto di altri corpi e relativa formazione di crateri; effetti mareali che deformano la superficie  ed azione meteorologica sul pianeta.